# Stylidium austrocapense
Stylidium austrocapense är en tvåhjärtbladig växtart som beskrevs av Anthony R. Bean. Stylidium austrocapense ingår i släktet Stylidium och familjen Stylidiaceae. Inga underarter finns listade i Catalogue of Life.